# Margarita von Rumänien

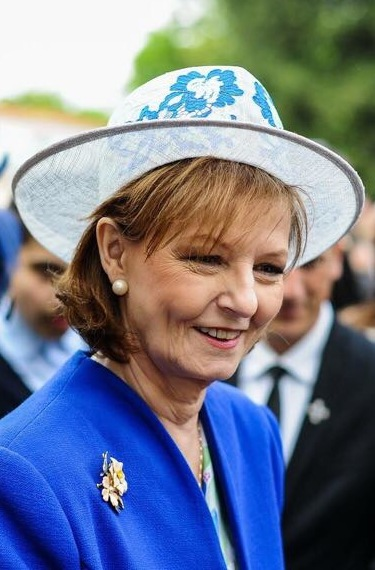
Margarita von Rumänien (2017)

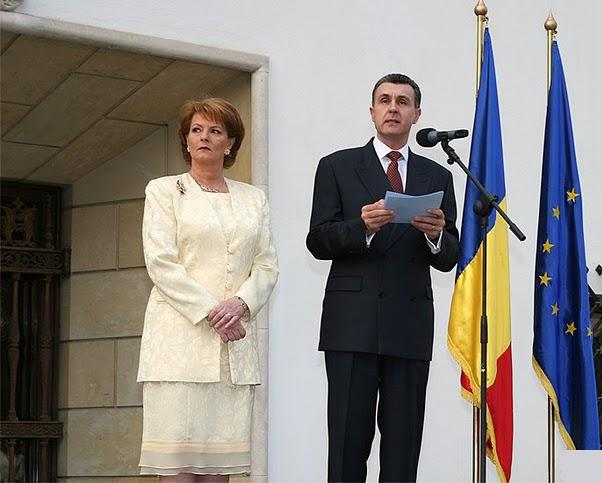
Margarita mit ihrem Gemahl im Palatul Elisabeta in Bukarest

Margarita von Rumänien, amtlich Margarita a României (* 26. März 1949 in Lausanne, Schweiz), ist die älteste Tochter von Michael I. von Rumänien, der bis 1947 der letzte rumänische König war. Sie ist die Thronprätendentin des ehemaligen Königshauses.

## Leben
Margarita wurde als Tochter von Michael I. von Rumänien (1921–2017) und seiner Gattin Anna von Bourbon-Parma (1923–2016) geboren. Ihre Großeltern väterlicherseits waren König Karl II. von Rumänien und Prinzessin Elena von Griechenland, die Großeltern mütterlicherseits Prinz René Charles von Bourbon-Parma und Prinzessin Margaretha von Dänemark.

Monogramm der Margarita von Rumänien

Zusammen mit ihren Schwestern, Elena (* 1950), Irina (* 1953), Sophia (* 1957) und Maria (* 1964) wuchs sie in der Schweiz und in Großbritannien auf.
Margarita studierte an der Universität Edinburgh Politik- und Naturwissenschaften. Während ihrer Studienzeit in Edinburgh hatte Margarita eine Beziehung mit dem späteren britischen Premierminister Gordon Brown. Nach dem Studium arbeitete sie an zahlreichen britischen Universitäten und an einem internationalen Forschungsprogramm, das von der Weltgesundheitsorganisation (WHO) koordiniert wurde. 1983 zog sie nach Rom, wo sie bei der Ernährungs- und Landwirtschaftsorganisation der Vereinten Nationen arbeitete. Drei Jahre später wechselte sie zum Internationalen Fonds für landwirtschaftliche Entwicklung (IFAD). Im Herbst 1989 gab sie ihre Karriere bei der UNO auf und zog nach Genf, um an der Seite ihres Vaters für dessen Projekt Charity for Romania zu arbeiten. Im Februar 1990 wurde sie am Flughafen von Bukarest an der Ausreise gehindert, da sie angeblich in ihrem Gepäck nationale Kirchengüter schmuggelte. Seit 2004 wird gegen BAE Systems, einen wichtigen Spender ihrer Organisation, wegen möglicher illegaler Waffengeschäfte ermittelt. Die Organisation soll 7 Millionen Pfund Bestechungsgelder bekommen haben, um sich Rüstungsaufträge aus Rumänien zu sichern.
Am 21. September 1996 heiratete Margarita in Lausanne den rumänischen Schauspieler Radu Duda (* 7. Juni 1960 in Iași). Diesem wurde von Friedrich Wilhelm von Hohenzollern am 1. Januar 1997 der hausinterne Titel „Prinz von Hohenzollern-Veringen“ und von ihrem Vater am 30. Dezember 2005 derjenige eines „Prinzen von Rumänien“ verliehen; den erstgenannten Titel benutzt ihr Gatte nicht mehr, seinen amtlichen Namen ließ er in Radu al României Duda ändern.
Mit einem Hauserlass ihres Vaters vom 30. Dezember 2007 wurde Margarita offiziell zu seiner Nachfolgerin bestimmt und erhielt den hausinternen Titel „Kronprinzessin“. Am 10. Mai 2011 legten der damals 89-jährige ehemalige König und die Mitglieder seines Hauses den Namenszusatz „von Hohenzollern-Sigmaringen“ ab und nennen sich seitdem „von Rumänien“. 2017 erhielt Margarita in Lausanne das Schweizer Bürgerrecht.
Das kinderlose Ehepaar lebt im Elisabeth-Palast in Bukarest, in dem ihrem Vater und seiner Familie durch die rumänische Regierung, nach der Rumänischen Revolution 1989, ein Wohnrecht eingeräumt wurde. Ferner besitzt sie die ihrem Vater zurückübertragenen Schlösser Săvârșin, Peleș und Pelișor.
Laut einer Umfrage vom Juli 2013 befürworteten 21,3 % der befragten Rumänen eine Wiedererrichtung der Monarchie, während sich 41 % für die Beibehaltung der republikanischen Staatsform aussprachen. Unterstützung findet die Idee auch bei Politikern wie dem früheren Ministerpräsidenten Călin Popescu-Tăriceanu oder Niculae Bădălău von der Partidul Social Democrat, während die pro-monarchistische christdemokratische Partei Partidul Național Țărănesc Creștin Democrat mittlerweile nicht mehr im nationalen und im Europaparlament vertreten ist.
Anlässlich des Festaktes zur Feier des 70-jährigen Jubiläums der Universität Michael I von Rumänien in Timișoara erhielt Margarita am 29. Mai 2015 eine Ehrenpromotion zur Dr. h. c.